# Padre Pedro Chien
Padre Pedro Chien is een gemeente in de Venezolaanse staat Bolívar. De gemeente telt 16.200 inwoners. De hoofdplaats is El Palmar.